# Ситрик Слепой
Ситрик Слепой (Ситрик II, Ситрик Каэх, Сигтригг, Сигтрюгг; Sitric, Sigtryggr, др.‑ирл. Sitriuc Cáech; умер в 927) — король Дублина (917—921) и король Йорка (921—927).

## Биография

### Происхождение
Представитель рода Уи Имар (дом Ивара), Ситрик Слепой был внуком умершего в 873 году Ивара I, короля Дублина (856—873) и Йорка (866—873), и братом Ивара II (умер в 904), короля Дублина (896—902).

### Правление
В «Анналах Ульстера» сообщается, что в 917 году в Ирландию прибытили два флота викингов. Во главе одной флотилии стоял Рагналл Уа Имар (умер около 921), второй флотилией командовал Ситрик Слепой. Они вступили в борьбу с верховным королём Ирландии Ниаллом Глундубом (916—919). Большое сражение при Маг Фемене между ирландцами с викингами закончилась безрезультатно. Рагналл Уа Имар утвердился королём в Уотерфорде, а Ситрик стал королём викингов в Дублине. В 918 году Рагналл предпринял поход в Британию, где утвердился королём в Йорке (Нортумбрия).
Ситрик Слепой в то же время продолжал вести борьбу с верховным королём Ирландии Ниаллом Глундубом. В 918—919 годах дублинские викинги нанесли несколько поражений ирландцам. В сентябре 919 года в сражении при Исландбридже (около Дублина) Ниалл Глундуб погиб вместе с двадцатью вождям других ирландских кланов.
В 921 году после смерти Рагналла Уа Имайра Ситрик оставил Дублин и отправился в Англию, где занял вакантный королевский престол в нортумбрийском Йорке. Новым королём в Дублине стал Готфрид I (921—934), брат Ситрика.
Ситрик совершил нападение на пограничные земли Мерсии, которые граничили с королевством викингов в Йорке. Он командовал викингами в битве при Конфи и в других сражениях в Ирландии.
В 926 году король Йорка Ситрик Слепой встретился с королём Англии Этельстаном (924/925—939) в Тамуэрте. Ситрик женился на Эдите из Поулсворта, сестре Этельстана, принял христианство и признал верховную власть английского короля.
В 927 году Ситрик Слепой скончался в Йорке. Новыми королями были провозглашены сын Сигтригга от первого брака Олав III Кваран и брат умершего короля Готфрид I, прибывший из Ирландии. В том же году англосаксонский король Этельстан с войском вступил в Нортумбрию и захватил Йорк. Готфрид и Олаф бежали к королю Шотландии.

### Семья
Ситрик Каох оставил трёх сыновей:
- Готфрид II (умер в 951), король Дублина (948—951)
- Олав Кваран (927—980), король Йорка (941—944 и 949—952) и Дублина (945—947 и 953—980)
- Харальд (около 880—940), король Лимерика, убит в Коннахте